# ساغناغ
ساغناغ (بالإنجليزية: Xagnag)‏ هي منطقة سكنية تقع في الصين في أزمة التبت والصين. يقدر عدد سكانها بـ
- نسمة .